# The Orange
The Orange est un diamant de couleur orange, à l'éclat intense (« vivid »), d'une masse de 14,82 carats, le plus gros de sa catégorie, vendu aux enchères le 12 novembre 2013 par Christie's à Genève à un prix record de 35,54 millions de dollars, taxes comprises (environ 26 millions d'euros).
Son prix était initialement estimé entre 17 et 20 millions de dollars.
La pierre avait été découverte en Afrique du Sud.

## Sources
- Article du Parisien (12.11.2013)
- Article sur Tempsréel-Le Nouvel Observateur (12.11.2013)